# Snow-board la Jocurile Olimpice de iarnă din 2018 - Slalom paralel uriaș (feminin)
Proba de snow-board, slalom paralel uriaș feminin de la Jocurile Olimpice de iarnă din 2018 de la Pyeongchang, Coreea de Sud a avut loc pe 22 și 24 februarie 2018 la Alpensia Ski Jumping Centre.

## Program
Orele sunt orele Coreei de Sud (ora României + 7 ore).
| Dată         | Ora         | Rundă      |
| ------------ | ----------- | ---------- |
| 22 februarie | 12:00-13:50 | Calificări |
| 24 februarie | 12:00-13:30 | Finală     |

## Rezultate calificări
C — Calificată pentru finală
Calificările au început la ora 09:00.
| Loc | Număr de concurs | Nume                       | Țară                         | Pista albastră | Pista roșie   | Total         | Note |
| --- | ---------------- | -------------------------- | ---------------------------- | -------------- | ------------- | ------------- | ---- |
| 1   | 7                | Ester Ledecká              | Cehia                        | 45,58          | 43,32         | 1:28,90       | C    |
| 2   | 1                | Alena Zavarzina            | Sportivii Olimpici ai Rusiei | 45,43          | 44,73         | 1:30,16       | C    |
| 3   | 16               | Selina Jörg                | Germania                     | 44,67          | 45,60         | 1:30,27       | C    |
| 4   | 10               | Carolin Langenhorst        | Germania                     | 45,02          | 46,56         | 1:31,58       | C    |
| 5   | 8                | Ramona Theresia Hofmeister | Germania                     | 45,36          | 46,62         | 1:31,98       | C    |
| 6   | 9                | Tomoka Takeuchi            | Japonia                      | 47,86          | 45,00         | 1:32,86       | C    |
| 7   | 14               | Julie Zogg                 | Elveția                      | 45,70          | 47,19         | 1:32,89       | C    |
| 8   | 3                | Daniela Ulbing             | Austria                      | 47,07          | 46,00         | 1:33,07       | C    |
| 9   | 20               | Milena Bykova              | Sportivii Olimpici ai Rusiei | 46,43          | 46,66         | 1:33,09       | C    |
| 10  | 21               | Aleksandra Król            | Polonia                      | 47,02          | 46,11         | 1:33,13       | C    |
| 11  | 4                | Julia Dujmovits            | Austria                      | 45,95          | 47,21         | 1:33,16       | C    |
| 12  | 17               | Ladina Jenny               | Elveția                      | 46,96          | 46,23         | 1:33,19       | C    |
| 13  | 6                | Ina Meschik                | Austria                      | 46,21          | 47,02         | 1:33,23       | C    |
| 14  | 15               | Yekaterina Tudegesheva     | Sportivii Olimpici ai Rusiei | 47,44          | 45,98         | 1:33,42       | C    |
| 15  | 11               | Glorija Kotnik             | Slovenia                     | 48,00          | 45,52         | 1:33,52       | C    |
| 16  | 2                | Patrizia Kummer            | Elveția                      | 47,00          | 46,59         | 1:33,59       | C    |
| 17  | 5                | Michelle Dekker            | Olanda                       | 47,42          | 46,18         | 1:33,60       |      |
| 18  | 19               | Nadya Ochner               | Italia                       | 48,00          | 45,80         | 1:33,80       |      |
| 19  | 13               | Natalia Soboleva           | Sportivii Olimpici ai Rusiei | 47,78          | 46,15         | 1:33,93       |      |
| 20  | 26               | Jeong Hae-rim              | Coreea de Sud                | 46,93          | 47,18         | 1:34,11       |      |
| 21  | 24               | Anke Wöhrer                | Germania                     | 47,83          | 46,87         | 1:34,70       |      |
| 22  | 27               | Zang Ruxin                 | China                        | 48,17          | 47,09         | 1:35,26       |      |
| 23  | 23               | Stefanie Müller            | Elveția                      | 48,79          | 46,80         | 1:35,59       |      |
| 24  | 25               | Weronika Biela             | Polonia                      | 48,10          | 47,82         | 1:35,92       |      |
| 25  | 31               | Shin Da-hae                | Coreea de Sud                | 49,13          | 46,91         | 1:36,04       |      |
| 26  | 22               | Gong Naiying               | China                        | 48,63          | 47,73         | 1:36,36       |      |
| 27  | 30               | Teodora Pencheva           | Bulgaria                     | 49,01          | 49,62         | 1:38,63       |      |
| 28  | 18               | Annamari Dancha            | Ucraina                      | 1:00,12        | 46,52         | 1:46,64       |      |
| 29  | 28               | Karolina Sztokfisz         | Polonia                      | 47,13          | descalificată | descalificată |      |
| 30  | 12               | Claudia Riegler            | Austria                      | Nu a terminat  | 99.99         | Nu a terminat |      |
| 31  | 29               | Xu Xiaoxiao                | China                        | 99.99          | descalificată | descalificată |      |

## Etapa eliminatorie
Cele mai bune 16 sportive au avansat la runda de eliminare.

### Optimi de finală
| Cap de serie | Sportivă                  | Timp  |
| ------------ | ------------------------- | ----- |
| 4            | Carolin Langenhorst (GER) | +0,02 |
| 13           | Ina Meschik (AUT)         |       |

| Cap de serie | Sportivă                         | Timp          |
| ------------ | -------------------------------- | ------------- |
| 5            | Ramona Theresia Hofmeister (GER) |               |
| 12           | Ladina Jenny (SUI)               | nu a terminat |

| Cap de serie | Sportivă                                     | Timp  |
| ------------ | -------------------------------------------- | ----- |
| 8            | Daniela Ulbing (AUT)                         |       |
| 9            | Milena Bykova (Sportivii Olimpici ai Rusiei) | +0,52 |

| Cap de serie | Sportivă              | Timp  |
| ------------ | --------------------- | ----- |
| 1            | Ester Ledecká (CZE)   |       |
| 16           | Patrizia Kummer (SUI) | +0,71 |

| Cap de serie | Sportivă                                       | Timp  |
| ------------ | ---------------------------------------------- | ----- |
| 2            | Alena Zavarzina (Sportivii Olimpici ai Rusiei) |       |
| 15           | Glorija Kotnik (SLO)                           | +0,03 |

| Cap de serie | Sportivă              | Timp  |
| ------------ | --------------------- | ----- |
| 7            | Julie Zogg (SUI)      |       |
| 10           | Aleksandra Król (POL) | +0,70 |

| Cap de serie | Sportivă              | Timp  |
| ------------ | --------------------- | ----- |
| 6            | Tomoka Takeuchi (JPN) |       |
| 11           | Julia Dujmovits (AUT) | +0,17 |

| Cap de serie | Sportivă                                              | Timp  |
| ------------ | ----------------------------------------------------- | ----- |
| 3            | Selina Jörg (GER)                                     |       |
| 14           | Yekaterina Tudegesheva (Sportivii Olimpici ai Rusiei) | +0,65 |

### Sferturi de finală
| Cap de serie | Sportivă                         | Timp          |
| ------------ | -------------------------------- | ------------- |
| 13           | Ina Meschik (AUT)                | +0,78         |
| 5            | Ramona Theresia Hofmeister (GER) | nu a terminat |

| Cap de serie | Sportivă             | Timp  |
| ------------ | -------------------- | ----- |
| 8            | Daniela Ulbing (AUT) | +0,97 |
| 1            | Ester Ledecká (CZE)  | n     |

| Cap de serie | Sportivă                                       | Timp  |
| ------------ | ---------------------------------------------- | ----- |
| 2            | Alena Zavarzina (Sportivii Olimpici ai Rusiei) |       |
| 7            | Julie Zogg (SUI)                               | +1,88 |

| Cap de serie | Sportivă              | Timp  |
| ------------ | --------------------- | ----- |
| 6            | Tomoka Takeuchi (JPN) | +0,62 |
| 3            | Selina Jörg (GER)     |       |

### Semifinale
| Cap de serie | Sportivă                         | Timp          |
| ------------ | -------------------------------- | ------------- |
| 5            | Ramona Theresia Hofmeister (GER) | nu a terminat |
| 1            | Ester Ledecká (CZE)              |               |

| Cap de serie | Sportivă                                       | Timp          |
| ------------ | ---------------------------------------------- | ------------- |
| 2            | Alena Zavarzina (Sportivii Olimpici ai Rusiei) | nu a terminat |
| 7            | Selina Jörg (GER)                              | +1,88         |

### Cursa pentru locul al treilea
| Cap de serie | Sportivă                                       | Timp  |
| ------------ | ---------------------------------------------- | ----- |
| 5            | Ramona Theresia Hofmeister (GER)               |       |
| 2            | Alena Zavarzina (Sportivii Olimpici ai Rusiei) | +4,07 |

### Finala
| Cap de serie | Sportivă            | Timp  |
| ------------ | ------------------- | ----- |
| 1            | Ester Ledecká (CZE) |       |
| 3            | Selina Jörg (GER)   | +0,46 |